# Stadyum (métro d'Izmir)
Pour les articles homonymes, voir Stadyum.
Stadyum est une station de la ligne 1 du métro d'Izmir.